# Аминта Линкестидски
Вижте пояснителната страница за други личности с името Аминта.
Аминта Линкестидски (на старогръцки: Ἀμύντας) е македонски благородник и военачалник (таксиарх) на Александър III Македонски.

## Биография
Аминта е по прооизход от Линкестида в Горна Македония. Завършва шести в състезанието в Ситакене и е назначен за хилиарх или пендакосиарх вероятно на хипаспистите.
Смята се, че идентификация на Аминта Линкестидски със сина на Арабей е почти невъзможна.